# 桑葉

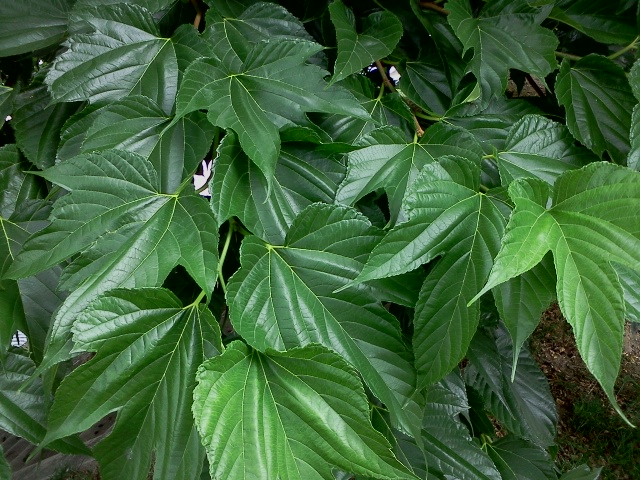
桑叶

桑葉含有大量鈣、鉀、鐵等無機物，也含有豐富之維生素及53%的食物纖維，還含特有之水溶性成分，此成分可和a-葡萄糖苷酶結合，降低雙醣之分解，抑制飯後血糖上升的效應。

## 療效
- 甘微苦寒,入肺,肝經。
- 清肝明目。治肝陰不足,眼目昏花。
- 桑葉內含有豐富植化素。具有祛風散熱、清肺中燥熱（常見於乾咳肺癢，少痰）、止咳祛熱化痰之療效。
- 本品能抑制傷寒桿菌及葡萄球菌。

## 外部連結
- 桑 （页面存档备份，存于） 藥用植物圖像資料庫 (香港浸會大學中醫藥學院) （中文）（英文）
- 桑葉 中藥材圖像數據庫  (香港浸會大學中醫藥學院) （中文）（英文）
- 桑葉 Sang Ye （页面存档备份，存于） 中藥標本數據庫 (香港浸會大學中醫藥學院) （繁體中文）（英文）